# NGC 521
NGC 521 (również PGC 5190 lub UGC 962) – galaktyka spiralna z poprzeczką (SBbc), znajdująca się w gwiazdozbiorze Wieloryba. Odkrył ją William Herschel 8 października 1785 roku.
Do tej pory w galaktyce zaobserwowano trzy supernowe, jedna z nich (SN 1982O) nie została jednak potwierdzona.
- SN 1966G, odkryta 16 sierpnia 1966 roku, jej maksymalna jasność obserwowana wynosiła 15,5m
- SN 2006G, odkryta 13 stycznia 2006 przez LOSS, osiągnęła jasność obserwowaną 16,9m.